# Петер Хандке (филм)
Петер Хандке немачки је биографски филм из 2016. године у режији Корине Белц. Говори о аустријском књижевнику Петеру Хандкеу и његовом дому у Шавилу. Сниман је више од три године.

## Радња
Овај документарни портрет истражује живот и дело аустријског писца Петера Хандкеа. Кроз интервјуе, изјаве, и архивске снимке, Корина Белц приказује живот и мисли овог познатог уметника. Створила је емпатични и инспиративни филм о перцепцији стварности и начину на који се она претвара у уметничко дело, постављајући питања о томе како треба живети.

## Приказивање
Премијерно је приказан у августу 2016. године на Филмском фестивалу у Локарну. Дана 26. октобра 2016. године приказан је на Филмском фестивалу у Хофу, док је од 10. новембра приказиван у биоскопима у Немачкој.

## Рецензије
Филип Хајбах је за Die Welt написао: „Корина Белц, наравно, не може да прикаже [Хандкеа] у својој стварној професији — писању, него само у монологу, присећајући се среће након што је довршио своју прву књигу.” Хајбах је напоменуо да Белцова успешно користи архивске снимке како би избегла да цео документарац постане прослава „култа генија”.